# Пас, Октавио
Окта́вио Пас (исп. Octavio Paz; 31 марта 1914, Мехико — 19 апреля 1998, Мехико) — мексиканский поэт, эссеист-культуролог, переводчик, дипломат, политический публицист, исследователь цивилизаций Запада и Востока.

## Биография
Октавио Пас родился в окрестностях Мехико 31 марта 1914 года. Отец был известным адвокатом, журналистом, политическим деятелем времён Мексиканской революции, соратником Сапаты. В октябре 1916 года семья переехала в Лос-Анджелесе, куда отец прибыл в качестве официального представителя Сапаты. Возвращение в Мексику состоялось вскоре после гибели Сапаты. Двухлетнее пребывание в Соединенных Штатах означало для Октавио Паса столкновение с травлей. Как вспоминал впоследствии Пас, в Лос-Анджелесе его родители отвезли его в школу, и поскольку он не знал ни одного слова по-английски, ему стоило большого труда общаться со сверстниками. В первый же день были насмешки и драка, мальчик вернулся домой с разорванным костюмом, подбитым глазом и разбитой губой. По возвращении в Мексику история повторилась уже среди соотечественников: снова насмешки и удары.
Пас увлёкся чтением художественной литературы с раннего детства, в особенности такими писателями, как Херардо Диего, Хуан Рамон Хименес, Антонио Мачадо. Будучи подростком, в 1931 году опубликовал свои первые стихи. Дебютировал книгой стихов «Дикая луна» в 1933 году. Поступил в Национальный автономный университет Мексики, где несколько лет изучал право, увлёкся идеями анархизма, познакомился со многими левыми активистами. В 1937 году по собственной инициативе бросил учёбу, не получив диплома, после чего уехал в штат Юкатан, где стал учителем в рабоче-крестьянской школе для мальчиков Мериды. Здесь он попадает под влияние творчества Элиота, и пишет одно из первых крупных стихотворений Entre la piedra y la flor (1941), в котором описывается положение мексиканских крестьян под властью деспотичных землевладельцев того времени.
Участвовал в антифашистском писательском конгрессе в Валенсии в июне 1937 года, был на фронтах гражданской войны в Испании. Опубликовал стихотворный сборник «Они не пройдут!» (1936), сблизился с французскими сюрреалистами. В 1944—1945 жил в США, впоследствии — на дипломатической службе во Франции, Индии и др., преподавал в Европе и Америке. С конца 1940-х порвал с левыми силами, опубликовал в Аргентине материалы о сталинских лагерях, вызвав нападки коммунистической и леворадикальной прессы (в том числе — Жана-Поля Сартра). Мировую известность получила первая книга его прозы — сборник эссе о национальной истории и мексиканском характере «Лабиринт одиночества» (1950).
В 1945 году поступил на дипломатическую службу, работал в посольствах во Франции и Японии, был послом Мексики в Индии. Вышел в отставку в 1968 году в знак протеста против расстрела студенческой демонстрации в Тлателолько. При этом в 1994—1995 году призвал к вооружённому подавлению выступления сапатистов в Чьяпасе.

## Творчество
Стихи многих лет, отмеченные сюрреалистической образностью, духом словесного эксперимента, синтезом архаики Востока и Латинской Америки с новейшими культурными традициями, вошли в книгу избранного автором «Огонь наш насущный» (1989), составили 11-й и 12-й тома собрания его сочинений. Автор монографий о мексиканской поэтессе Хуане де ла Крус, Клоде Леви-Строссе, Марселе Дюшане. Переводил стихи Басё, Пессоа, Аполлинера, У. К. Уильямса, поэтов Швеции и др. Издавал журналы «Тальер», «Плюраль», с 1976 до конца жизни руководил журналом «Vuelta» («Поворот»).

## Признание
Октавио Пас — член Мексиканской академии языка, почетный член Американской академии искусства и литературы, член-корреспондент Бразильской академии литературы, почетный доктор ряда американских и европейских университетов, лауреат Национальной литературной премии (1977), Иерусалимской премии (1977), испанской премии «Мигель де Сервантес» (1981), Нейштадтской премии университета Оклахома (1982), международной премии Альфонсо Рейеса (1986), премии Британской энциклопедии (1988), премии Алексиса де Токвиля (за гуманизм) (1989), Нобелевской премии по литературе (1990), других национальных и международных премий. В Мексике создан Фонд Октавио Паса, учреждена премия его имени за критику и эссеистику.

## Сочинения

### Стихи
- Luna silvestre (1933)
- ¡No pasarán! (1937)
- Libertad bajo palabra (1949)
- Piedra de sol (1957)
- Salamandra (1962)
- Ladera este (1969)
- Pasado en claro (1975)
- Árbol adentro (1987)
- El fuego de cada día (1989, избранное автором)

### Эссе и интервью
- El laberinto de la soledad (1950)
- El arco y la lira (1956)
- Las peras del olmo (1957)
- Cuadrivio (1965)
- Puertas al campo (1966)
- Corriente alterna (1967)
- Traducción, literatura y literalidad (1971)
- El signo y el garabato (1973)
- El mono gramático (1974)
- El ogro filantrópico (1979)
- In/Mediaciones (1979)
- Sor Juana o Las trampas de la fe (1983, монография о поэтессе мексиканского барокко)
- Pasión crítica: Conversaciones con O.Paz (1983)
- Hombres en su siglo (1984)
- La otra voz: Poesía y fin del siglo (1990)
- Convergencias (1991)
- Itinerario(1993, автобиография)
- La llama doble. Amor y erotismo (1993)
- Vislumbres de la India(1995)
- Estrella de tres puntos. André Breton y el surrealismo (1996)

### Сводные издания
- México en la obra de Octavio Paz. T.1-6. México : Fondo de Cultura Económica, 1990
- Obras completas. T.1-15. México: Letras Mexicanas, 1994—2003.

### Публикации на русском языке
- Стихи // Поэты Мексики. М.: Художественная литература, 1975, с.236-250.
- Стихи // Пернатые молнии. М.: Радуга, 1988
- Стихи // Иностранная литература, 1991, № 1
- Архипелаг — чернилами и желчью. Перевод Н. Богомоловой. // Иностранная литература. 1991, № 1. С. 220—224.
- Четыре эссе о поэзии и обществе // Вопросы лит-ры, 1992, № 1, с.234-256.
- Поэзия. Критика. Эротика. Эссе разных лет. М.: Русское феноменологическое общество, 1996.
- Стихи// Поэты — лауреаты Нобелевской премии. Антология. М.: Панорама, 1997, с.492-512.
- Солнечная система (эссе) // Иностранная литература, 1997, № 7
- Замок чистоты (о Марселе Дюшане)// Художественный журнал, 1998, № 21, с.15-19
- ДереВОвнутрь/ Пер. с испанского Павла Грушко. М.: Литературный салон «Классики XXI века», 1998. 32 с.
- Транскрипции (стихи)// Арион, 2000, № 1
- Освящение мига: Поэзия. Философская эссеистика / Сост., предисл. В.Резник. СПб.: Симпозиум, 2000. 411 с.
- Избранное. М.: Терра, 2001
- Сыны праха (глава из книги). Пер. Т. Ильинской // Иностранная литература, 2003, № 5, с. 167—178
- Двойное пламя. Любовь и эротизм. М.: Дон Кихот, 2004
- Аналогия и ирония (эссе) // Мосты, Франкфурт на Майне, 2005, № 5, с. 326—340.
- Замах сказочного дровосека. Искусство и поиск себя (эссе) //  Архивная копия от 29 июня 2006 на Wayback Machine